# Gefen Primo

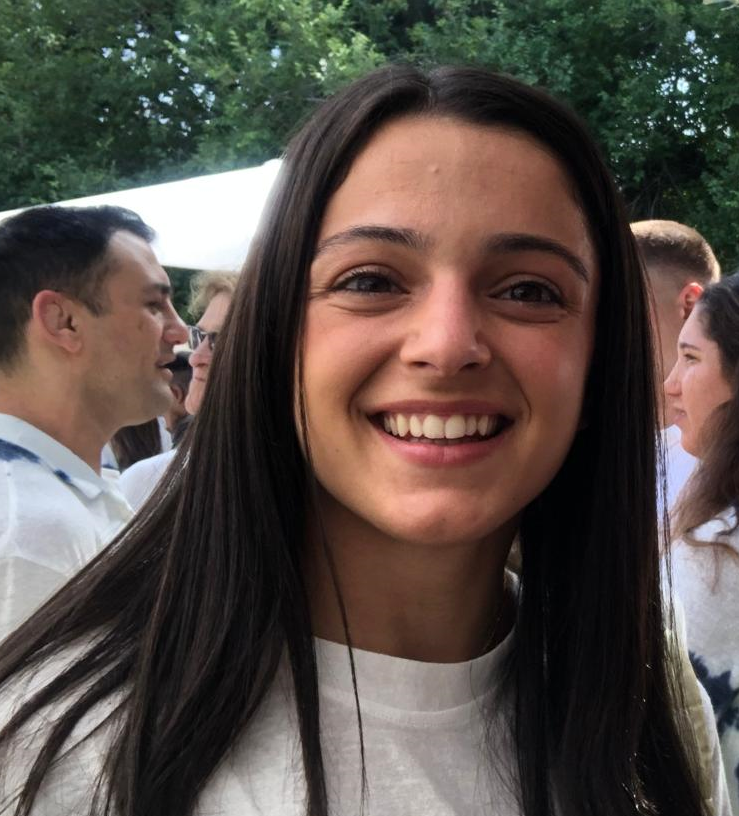
Gefen Primo

Gefen Primo (hebräisch גפן פרימו; geboren am 26. März 2000 in Tel Aviv) ist eine israelische Judoka. 2021 war sie Dritte der Weltmeisterschaften.

## Sportliche Karriere
Gefen Primo kämpft im Halbleichtgewicht, der Gewichtsklasse bis 52 Kilogramm. Nach einem siebten Platz 2015 und einem fünften Platz 2016 gewann sie bei den Kadetten-Europameisterschaften 2017 die Silbermedaille hinter der Ungarin Szofi Özbas. Drei Monate später wurde Primo Dritte der Junioreneuropameisterschaften.
Bei den Europameisterschaften 2018 vor heimischem Publikum in Tel Aviv unterlag sie im Viertelfinale der Schweizerin Evelyne Tschopp. Mit Siegen über die Slowenin Anja Štangar und die Türkin İrem Korkmaz sicherte sich Primo eine Bronzemedaille. Bei den Weltmeisterschaften in Baku belegte Primo den siebten Platz, nachdem sie im Viertelfinale gegen die Französin Amandine Buchard verloren hatte. Vier Wochen später erreichte sie das Finale der Juniorenweltmeisterschaften in Nassau und erhielt Silber hinter der Japanerin Ryoko Takeda. 2019 belegte Gefen Primo den dritten Platz beim Grand-Slam-Turnier in Baku. Im Juli 2019 gewann sie in Montreal ihr erstes Grand-Prix-Turnier. Bei den Weltmeisterschaften in Tokio schied sie in ihrem ersten Kampf gegen die Britin Chelsie Giles aus. Bei den Europameisterschaften 2021 in Lissabon gewann sie Bronze. Anderthalb Monate später erkämpfte sie bei den Weltmeisterschaften in Budapest ebenfalls eine Bronzemedaille.
2022 wurde Primo sowohl bei den Europameisterschaften in Sofia als auch bei den Weltmeisterschaften in Taschkent Fünfte. 2023 belegte sie jeweils den siebten Platz. Auch bei den Olympischen Spielen 2024 in Paris wurde sie Siebte.